# Noboru Iguchi
Noboru Iguchi (井口昇, Iguchi Noboru) (nascut el 28 de juny de 1969) és un director de cinema, guionista i actor japonès. Ha treballat com a director en video adult (AV), així com en gèneres de terror i gore.

## Vida i carrera
Iguchi va néixer el 28 de juny de 1969. En una entrevista va dir que va ser influenciat en el seu treball per les cases de fantasmes i els espectacles de monstres als quals va anar quan era nen, i que el seu objectiu a les seves pel·lícules és alhora entretenir i sorprendre.

### Vídeos per a adults
En la seva extensa carrera com a director d'AV, Iguchi ha treballat per a diversos estudis com CineMagic, Big Morkal, Try-Heart, h.m.p i Soft On Demand (SOD). Nana Natsume i Risa Coda han estat entre els AV Idols que apareixen als seus vídeos. Els seus vídeos han explorat diversos dels gèneres AV típics japonesos, des de l'incest per a SOD al "nakadashi", bondage, sexe grupal i algun vídeos de fetitxe d'ènema per a CineMagic.
El seu vídeo Final Pussy protagonitzat per Nana Natsume va guanyar el premi al millor vídeo de lloguer als SOD Awards de 2005. En aquest vídeo de gener de 2005, el personatge de Natsume (com a resultat d'un experiment militar que va sortir malament) té pistoles que esclaten dels seus pits quan s'excita sexualment. Els efectes especials de maquillatge van ser de Yoshihiro Nishimura.

### Pel·lícules convencionals
Una de les primeres pel·lícules d'Iguchi va ser Kurushima-san (クルシメさん), que es va estrenar per primera vegada el 1997. Iguchi va ser guionista, editor, director de fotografia i director de la pel·lícula de terror de comèdia negra que va guanyar el premi Foment al Festival Internacional de Cinema Fantàstic de Yubari de 1998 i fou protagonitzada per Aki Arai, Miako Tadano i Tomoko Matsunashi.
l 2003, Iguchi va escriure i dirigir la comèdia de terror A Larva to Love (恋する幼虫, Koi-suru Yōchū) (amb efectes de Yoshihiro Nishimura) sobre una estranya relació que implica un nen, una noia i un paràsit. Iguchi també va escriure i dirigir la pel·lícula de febrer de 2006 Sukeban Boy o Oira Sukeban (おいら女蛮 スケバン, Oira sukeban) amb l’estrella d’AV Asami. En una entrevista al Festival de Cinema Asiàtic de Nova York, Iguchi va explicar un incident en què una de les actrius de la pel·lícula, completament desconeguda del seu paper, es va negar a fer escenes d'acció totalment nua. Segons Iguchi "Hem hagut de calmar-la, capturar-la i convèncer-la perquè fes la feina... Ho vam fer perquè no pogués sortir del plató... [a] Amèrica ens hauria demandat."
Més tard, el 2006, Iguchi va dirigir Cat-Eyed Boy (猫目小僧, Nekome kozō) basada en el manga de Kazuo Umezu. La pel·lícula, amb la model Miku Ishida, Asami Kumakiri, Hiromasa Taguchi, Naoto Takenaka i Kanji Tsuda, es va estrenar al Japó el juny de 2006, i en DVD l'octubre del mateix any.
Iguchi també va ser guionista i director de la pel·lícula de culte d'acció i gore del 2008 The Machine Girl (片腕マシンガール, Kataude mashin gāru) on va tornar a formar equip amb Yoshihiro Nishimura que va fer els efectes especials i els efectes de maquillatge. Iguchi va dir que volia fer una pel·lícula d'acció amb una dona lluitant i va començar només amb una idea d'una noia que perdia el seu braç i va sortir per venjar-se i originalment es deia "One Armed Big Busty Girl"; la metralladora va venir més tard. Iguchi va ser un convidat especial a la Festival de Cinema Asiàtic de Nova York de 2009 i 2010.
El 2010, Iguchi va dirigir el seu llargmetratge amb més pressupost, la pel·lícula d'acció Karate-Robo Zaborgar, basada en la popular sèrie de televisió dels anys 70 Denjin Zaborger. El va seguir amb l'escatològica comèdia/horror Zombie Ass el 2011.

## Estrenes cinematogràfiques
- A Larva to Love (恋する幼虫, Koi-suru Yōchū) (2003)
- Snake Girl (2005)
- Manji (2006)
- Sukeban Boy (Oira sukeban) (2006)
- Cat-Eyed Boy (猫目小僧, Nekome kozō) (2006)
- The Machine Girl (片腕マシンガール, Kataude mashin gāru) (2008)
- RoboGeisha (ロボゲイシャ, Robogeisha) (2009)
- Mutant Girls Squad (戦闘少女 血の鉄仮面伝説, Sentō Shōjo: Chi no Tekkamen Densetsu) (2010)
- Karate-Robo Zaborgar AKA Denjin Zaborger (電人ザボーガー, Denjin Zabōgā) (2011)
- Tomie Unlimited (富江　アンリミテッド, Tomie anrimiteddo) (2011)
- Zombie Ass (ゾンビアス, Zonbiasu) (2011)
- Dead Sushi (デッド寿司, Deddo sushi) (2012)
- Nuigurumaa Z (ヌイグルマーZ) (2014)
- Live (ライヴ) (2014)
- Ghost Squad (ゴーストスクワッド) (2018)
- The Flowers of Evil (2019)
- IDOL NEVER DiES (アイドル・ネバー・ダイ) (2022)
- Tales of Bliss and Heresy (異端の純愛, Itan no junnai) (2023)